# Trò chơi trực tuyến

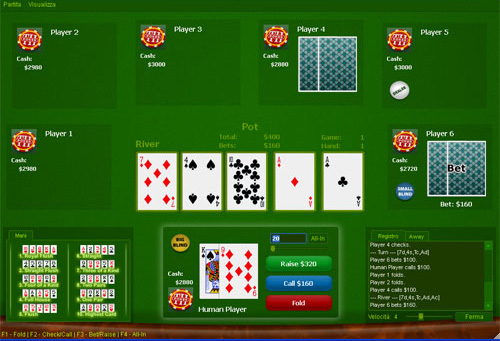
Ảnh chụp màn hình của trò chơi nguồn mở Poker Online

Trò chơi trực tuyến (tiếng Anh: online game) là một video game được chơi một phần hoặc chủ yếu qua Internet hoặc bất kỳ mạng máy tính nào khác có sẵn.
Trò chơi trực tuyến hiện có mặt khắp nơi trên các nền tảng chơi game hiện đại, bao gồm PC, máy chơi game và thiết bị di động, và trải rộng trên nhiều thể loại, bao gồm bắn súng góc nhìn người thứ nhất, chiến lược thời gian thực và trò chơi nhập vai trực tuyến nhiều người chơi (MMORPG).
Năm 2019, doanh thu trong phân khúc trò chơi trực tuyến đạt $16.9 tỉ, với $4.2 tỉ tại Trung Quốc và 3.5 tỉ tại Mỹ.
Thiết kế của các trò chơi trực tuyến có thể bao gồm từ các môi trường dựa trên văn bản đơn giản đến sự kết hợp của đồ họa phức tạp và thế giới ảo. Sự tồn tại của các thành phần trực tuyến trong trò chơi có thể bao gồm từ các tính năng nhỏ, chẳng hạn như bảng xếp hạng trực tuyến, đến một phần của gameplay cốt lõi, chẳng hạn như trực tiếp chơi với người chơi khác. Nhiều trò chơi trực tuyến tạo cộng đồng trực tuyến của riêng họ, trong khi các trò chơi khác, đặc biệt là các trò chơi xã hội, tích hợp các cộng đồng thực tế hiện có của người chơi.
Văn hóa chơi game trực tuyến đôi khi phải đối mặt với những lời chỉ trích về một môi trường có thể thúc đẩy bạo lực mạng, bạo lực và bài ngoại. Một số người cũng lo ngại về nghiện game hoặc sự kỳ thị xã hội. Trò chơi trực tuyến đã thu hút người chơi từ nhiều lứa tuổi, quốc tịch và nghề nghiệp.
Nội dung trò chơi trực tuyến cũng có thể được nghiên cứu trong lĩnh vực khoa học, đặc biệt là các tương tác của game thủ trong các xã hội ảo liên quan đến hành vi và hiện tượng xã hội của cuộc sống hàng ngày. Người ta đã lập luận rằng, vì những người chơi trò chơi trực tuyến xa lạ với nhau và giao tiếp hạn chế, trải nghiệm của người chơi cá nhân trong một trò chơi trực tuyến về cơ bản không khác với chơi với máy tính trí tuệ nhân tạo. Các trò chơi trực tuyến cũng có vấn đề là không thể chơi vĩnh viễn, không giống như các trò chơi bán lẻ mua bên ngoài, vì chúng yêu cầu các máy chủ đặc biệt để hoạt động.

## Lịch sử
Lịch sử trò chơi trực tuyến bắt đầu từ những ngày đầu có mạng máy tính dựa trên gói vào những năm 1970, ví dụ ban đầu của các trò chơi trực tuyến là MUDs, bao gồm MUD1 đầu tiên, được tạo ra vào năm 1978 và ban đầu được giới hạn trong một mạng nội bộ trước khi kết nối với ARPANet vào năm 1980.
Các trò chơi thương mại tiếp nối trong thập kỷ tiếp theo, với Islands of Kesmai, trò chơi nhập vai trực tuyến thương mại đầu tiên, ra mắt vào năm 1984, cũng như nhiều trò chơi đồ họa hơn, như trò chơi hành động MSX LINKS năm 1986, chuyến bay giả lập Air Warrior năm 1987 và Modem Famicom trực tuyến Go năm 1987.
Sự phổ biến nhanh chóng của mạng Internet trong những năm 1990 đã dẫn đến việc mở rộng các trò chơi trực tuyến, với các tựa game đáng chú ý bao gồm Nexus: The Kingdom of the Winds (1996), Quakeworld (1996), Ultima Online (1997), Lineage (1998), Starcraft (1998), Counter-Strike (1999) và EverQuest (1999). Các video game console cũng bắt đầu nhận được các tính năng mạng trực tuyến, như Famicom Modem (1987), Sega Meganet (1990), Satellaview (1995), SegaNet (1996), PlayStation 2 (2000) và Xbox (2001). Sau những cải tiến về tốc độ kết nối,, những thay đổi gần đây bao gồm việc phổ biến các thể loại mới, chẳng hạn như trò chơi mạng xã hội và các nền tảng mới chẳng hạn như trò chơi di động.
Bước vào thập niên 2000, trò trực tuyến phát triển mạnh mẽ trong các MMORPG như  World of Warcraft  (2004) thống trị phần lớn thập kỷ. Một số MMO khác đã cố gắng đi theo bước chân của Warcraft như Star Wars Galaxies, City of Heroes, Wildstar, Warhammer Online, Guild Wars 2 và Star Wars: The Old Republic nhưng không tạo được ảnh hưởng đáng kể trong thị phần Warcraft.
Một loại trò chơi trực tuyến riêng biệt mới đã trở nên phổ biến cùng với World of Warcraft, Defense of the Ancient (2003) giới thiệu định dạng đấu trường trực tuyến nhiều người chơi (MOBA). DotA, một mod cộng đồng dựa trên Warcraft III, nổi tiếng khi sự quan tâm đến World of Warcraft giảm dần, nhưng khi định dạng được gắn với tài sản Warcraft, những người khác bắt đầu phát triển MOBA của riêng họ, bao gồm cả Heroes of Newerth (2009), League of Legends (2010) và Dota 2 (2013). Blizzard Entertainment, chủ sở hữu nền tảng Warcraft phát hành tác phẩm của riêng họ cho thể loại MOBA với  Heroes of the Storm  (2015), nhấn mạnh vào nhiều anh hùng gốc từ  Warcraft III  và các nhượng quyền khác của Blizzard. Những tựa game MOBA ban đầu này càng trở nên phổ biến khi được đưa vào esports.
Vào cuối những năm 2010, định dạng game chiến đấu sinh tồn đã trở nên phổ biến rộng rãi với việc phát hành PlayerUnknown's Battlegrounds (2017), Fortnite Battle Royale (2017) và Apex Legends (2019). Xu hướng chung của các trò chơi trực tuyến trong những năm 2010 là vận hành trò chơi như một dịch vụ, sử dụng các kế hoạch kiếm tiền như hộp loot và thẻ chiến đấu làm vật phẩm có thể mua được trên các trò chơi được cung cấp miễn phí.

## Nhân khẩu học
Giả sử rằng trong suốt nhiều năm, trò chơi trực tuyến thường chỉ được phổ biến và chơi chủ yếu bởi nam giới. Tuy nhiên, thống kê gần đây đã bắt đầu cho thấy sự giảm bớt sự thống trị của nam giới trong văn hóa game. Mặc dù tỷ lệ game thủ nam vẫn cao hơn so với game thủ nữ trên toàn cầu (52% so với 48%), có một số trò chơi cụ thể mà phụ nữ chiếm hơn nửa số lượng người chơi. Vào năm 2019, tuổi trung bình của người chơi là 33 tuổi.
Theo Báo cáo Dự báo Thị trường Trò chơi Trực tuyến, dự kiến doanh thu toàn cầu từ trò chơi trực tuyến sẽ đạt 35 tỷ đô la vào năm 2017, tăng lên từ con số 19 tỷ đô la vào năm 2011.

## Các thể loại trò chơi trực tuyến
- MMORPG (Viết tắt của Massively Multiplayer Online Role Playing Games): là game nhập vai trực tuyến nhiều người chơi. Đây là thể loại game online phổ biến nhất và có số lượng người chơi đông đảo nhất. Ví dụ về loại MMO này, bao gồm: Võ Lâm Truyền Kỳ, Mu Online, TERA,Lineage, Nhất Kiếm Giang Hồ 3D, Thiện Nữ U Hồn, Tru Tiên 3D,...
- MOBA (Viết tắt của Multiplayer Online Battle Arena): Tức là các trò chơi trực tuyến mô phỏng các trận chiến. Thể loại game online này mới xuất hiện nhưng đã có sức hấp dẫn không thể "chối từ". Các đại diện tiêu biểu bao gồm DotA 2, League of Legends...
- MMORTS (Viết tắt của MMO Real Time Strategy Games): Đây là thể loại game online có lối chơi chiến thuật thời gian thực. Các game "đỉnh" của dòng MMO này bao gồm Age of Empires, Rise of Nations, War of Legends...
- MMOFPS (Viết tắt của MMO First Person Shooter Games): Tức là thể game online bắn súng trực tuyến. Sau MMORPG thì MMOFPS cũng là dòng game có số lượng fan đông đảo. Một số trò chơi hấp dẫn bạn nên chơi qua đó là Counter Strike, Unreal Tournament, Halo, Planetside...
- MMOSG (Viết tắt của MMO Sports Games): Các tín đồ của dòng game thể thao như FIFA, PES...thì nên chơi thể loại game online này.
- MMOR (Viết tắt của MMO Racing Games): Tương tự như MMOSG, nếu bạn thích tốc độ thì hãy đắm mình vào dòng game online đua xe trực tuyến như Need for Speed, Drift City, Project Torque...
- MMORG/MMODG (Viết tắt của MMO Rythm/Music Games hoặc MMO Dancing Games): Những game online lấy đề tài về âm nhạc và vũ đạo. Các đại diện phổ biến bao gồm Dance Dance Revolution, Audition Online...
- MMOMG (Viết tắt của MMO Management Games): Dòng game online thích hợp đến những game thủ muốn nâng cao kỹ năng quản lý của mình. Nếu yêu thích thể loại MMO này thì bạn nên chơi The Sims Online, Monopoly City Streets, Virtonomics...
- MMOSG (Viết tắt của MMO Social Games): Thể loại game online nhấn mạnh đến yếu tố xã hội. Các "ứng viên" tiêu biểu bạn không thể bỏ qua của dòng MMOG này là Second Life, Club Caribe, Everquest, Dotsoul, Furcadia...
- MMOBBG/MMOBBRPG (Viết tắt của MMO Bulletin Board Games hay MMO Bulletin Board Role Playing Games): Đây là thể loại game online có lối chơi giống các trò chơi bảng (Board Game) tại các nước phương Tây. Một số trò chơi nổi bật như Quest For Magic, BladeMaster...
- MMOPG (Viết tắt của MMO Puzzle Games): Thể loại game giải đố trực tuyến như Three Rings, Puzzle Pirates...
- MMOCCG (Viết tắt của MMO Collectible Card Games): Thể loại game đánh bài như Magic:The Gathering Online, Alteil, Astral Masters, Astral Tournament...
- MMOCG (Casual game)
- Các game online thuộc thể loại mô phỏng đời sống thực tai (Ví dụ như Second Life...)
- Các game online thuộc thể loại chiến thuật theo lượt (Ví dụ như Ultracorps, Darkwind:War on Wheels...)
- Thể loại game online mô phỏng như Equilibrium/Arbitrage, The Sims Online, Jumpgate...

## Quản lý trò chơi trực tuyến
Khi chơi trò chơi trực tuyến, người chơi phải đồng ý với Hợp đồng cấp phép người dùng cuối (EULA) khi cài đặt ứng dụng hoặc cập nhật trò chơi. EULA là một hợp đồng pháp lý giữa nhà sản xuất hoặc nhà phân phối và người chơi cuối, nhằm ngăn chặn việc sao chép, phân phối hoặc xâm phạm chương trình. Hậu quả của vi phạm EULA có thể khác nhau tùy thuộc vào điều khoản. Người chơi có thể bị cảnh cáo, chấm dứt sử dụng, hoặc bị chấm dứt ngay lập tức mà không cần cảnh báo trước. Trong thế giới 3D sống động của Second Life, vi phạm hợp đồng có thể dẫn đến cảnh cáo, tạm ngừng hoặc chấm dứt tài khoản tùy thuộc vào vi phạm cụ thể.
Khi trong trò chơi trực tuyến có tính năng trò chuyện trong game, không hiếm gặp các trường hợp xuất hiện lời lẽ căm phẫn, quấy rối tình dục và bắt nạt trực tuyến. Người chơi, nhà phát triển, công ty trò chơi và những người quan sát chuyên nghiệp đang thảo luận và phát triển các công cụ nhằm ngăn chặn hành vi xã hội không hợp tác.
Trong một số trường hợp, cũng có sự hiện diện của các quản trò (Moderators) nhằm ngăn chặn hành vi không hợp tác.
Đối với các trò chơi trực tuyến, quản lý trò chơi yêu cầu tất cả các trò chơi video (bao gồm cả trò chơi trực tuyến) phải có nhãn đánh giá. Hệ thống đánh giá này được thiết lập bởi Hội đồng Đánh giá Phần mềm Giải trí (ESRB). Thang đánh giá có thể từ "E" (phù hợp cho mọi người) cho thấy trò chơi phù hợp cho cả trẻ em và người lớn, đến "M" (phù hợp cho người trưởng thành) khuyến nghị trò chơi chỉ dành cho người trên 17 tuổi. Có những trò chơi trực tuyến chứa nội dung cụ thể chỉ dành cho người trưởng thành từ 18 tuổi trở lên, và chúng được xếp vào hạng "AO" (Adult Only). Ngoài ra, trò chơi trực tuyến cũng phải có thông báo từ ESRB cảnh báo rằng "các tương tác trực tuyến không được đánh giá bởi ESRB".

## Văn hóa game
Trò chơi trực tuyến đã mở rộng rất nhanh và có sự ảnh hưởng lớn đến văn hóa game. Người chơi của trò chơi trực tuyến đến từ nhiều độ tuổi, quốc tịch và nghề nghiệp khác nhau, tạo nên sự đa dạng và phong phú cho cộng đồng game thủ. Hiện nay, các nhà nghiên cứu quan tâm đến nội dung của trò chơi trực tuyến, đặc biệt là cách mà người chơi tương tác trong cộng đồng ảo và ảnh hưởng của trò chơi đối với hành vi và xã hội trong cuộc sống hàng ngày. Tương tự như các văn hóa khác, cộng đồng game đã phát triển một loạt thuật ngữ đặc biệt được sử dụng để giao tiếp trong và ngoài trò chơi. Với sự phát triển ngày càng mạnh mẽ của trò chơi trực tuyến, các thuật ngữ lóng trong trò chơi video hiện đại đã trở nên phổ biến và chồng chéo với ngôn ngữ lóng của internet và leetspeak. Một số từ như "pwn" và "noob" là những ví dụ điển hình. Một thuật ngữ phổ biến khác trong cộng đồng game là viết tắt "AFK", được sử dụng để chỉ những người không có mặt trước máy tính hoặc không tập trung vào trò chơi. Các từ viết tắt phổ biến khác trong cộng đồng game bao gồm "GL HF", viết tắt của "good luck, have fun" (chúc may mắn, chơi vui vẻ). Thường được sử dụng ở đầu trận đấu để thể hiện tinh thần thể thao tốt và tạo sự đồng lòng giữa các người chơi. Tương tự, sau khi kết thúc một trò chơi, "GG" hoặc "GG WP" có thể được nói để chúc mừng đối thủ, bất kể thắng hay thua, với "trò chơi hay, chơi tốt". Nhiều trò chơi video cũng đã truyền cảm hứng cho meme internet và thu hút một lượng người hâm mộ lớn trực tuyến.
Văn hóa trò chơi trực tuyến đôi khi bị chỉ trích vì tạo ra một môi trường khuyến khích bạo lực, bắt nạt và kỳ thị. Nghiện game và áp lực xã hội cũng là những vấn đề đáng lo ngại. Tuy nhiên, có người cho rằng trải nghiệm của người chơi trong trò chơi trực tuyến không khác biệt nhiều so với chơi với máy tính thông minh do trí tuệ nhân tạo điều khiển, vì người chơi thường không quen biết nhau và giao tiếp hạn chế.